# Yocheved Kashi
Yocheved Kashi (em hebraico:  יוכבד קאשי l; 1929 – 3 de novembro de 2022) foi a comandante da Unidade de Dobragem de Pára-quedas das FDI e foi a primeira mulher paraquedista nas Forças de Defesa de Israel.

## Biografia

### Vida pregressa
Kashi nasceu em Mashhad, no Irã. Seus pais emigraram da Ásia Central Russa para o Irã antes dela nascer e se estabeleceram na cidade de Mashhad. Quando Kashi tinha 3 anos, em 1932, a família imigrou para Israel e se estabeleceu em Tel Aviv. Aos 17 anos, Kashi ingressou na organização clandestina Haganah.

## Carreira militar

Demonstração de pára-quedistas na abertura da III Macabíada. Kashi é um dos soldados participantes.

Em maio de 1948, Kashi se alistou no Corpo de Mulheres das FDI e serviu como tenente-coronel e instrutora. Em 1950, concluiu o curso de oficiais, após o qual foi postada na escola de paraquedismo e, posteriormente, na Base Aérea de Tel Nof. Lá, ela comandou a unidade de dobragem de pára-quedas.
Kashi se inscreveu para fazer um curso de paraquedismo, mas foi rejeitada com base no sexo. A chefe do Corpo de Mulheres das FDI na época, a Cel. Susana Werner, afirmou que ser pára-quedista era uma profissão restrita aos homens, e recusou-se a dar-lhe aval. Os médicos da Brigada Paraquedista alegaram que o paraquedismo poderia causar danos ao corpo feminino, o que poderia impedir no futuro a possibilidade de uma gravidez bem-sucedida. Kashi insistiu e finalmente conseguiu, com a ajuda de exemplos de paraquedistas de outros países, convencer Yehuda Harari, fundador e comandante da escola de paraquedismo, a aceitá-la. Menucha Fidel, do moshav Hogla, também se ofereceu para ingressar no curso e as duas mulheres passaram com sucesso, tornando-se as primeiras mulheres a fazerem um curso de paraquedismo nas FDI e o concluíram após cinco saltos, como era o padrão. Kashi e Fidel participaram do desfile paraquedista no Estádio Ramat Gan, na cerimônia de formatura dos Jogos Macabíadas de 1950.
No entanto, Kashi queria se tornar uma paraquedista, e continuou fazendo saltos, até completar os 12 saltos exigidos com sucesso, o que lhe deu o brevê de asas de paraquedista e que a tornou a primeira paraquedista feminina das FDI. Uma foto de Kashi apareceu em um pôster do Dia da Independência em 1951.
Kashi foi dispensada com honra do serviço militar em 1952, com o posto de tenente-coronel.

## Depois do exército
Depois de ser dispensada em 1952, Kashi casou-se com o pintor Zvi Milstein. O casal mudou-se para a França depois que Milstein recebeu uma bolsa para estudar na França em 1956. Yocheved ensinou artes plásticas em uma universidade em Paris.

## Família
Yocheved Kashi era a irmã mais velha da cantora Aliza Kashi. O filho de Kashi e Milstein, Uri, é produtor de cinema e mora na França. Kashi terminou seus dias morando em uma casa de repouso na Normandia, depois que Milstein morreu em 2020.